# Karl von Doblhoff-Dier
Freiherr Karl von Doblhoff-Dier (auch Carl oder Charles) (* 13. Juli 1762 in Wien; † 23. Februar 1837 ebenda) war österreichischer Musiker und Komponist.

## Leben
Karl ist der älteste Sohn des Anton Freiherr von Dobelhoff-Dier, k. k. wirklicher Hofrat, Präsident der Akademie der Künste, und der Therese von Penckler (1742–1819). Karl war ein Schüler von Johann Georg Albrechtsberger (1736–1809) und Antonio Salieri (1750–1825) und komponierte Kirchenmusik, Chorwerke und Lieder. Gemeinsam mit seinem Bruder Ignaz erbte er u. a. den Sauerhof in Baden und ließ 1820–1822 von Joseph Kornhäusel ein Hotel mit Bad, Restaurant und Kapelle, umgeben von einer englischen Gartenanlage, errichten.
Karl vererbte seine Bibliothek und Kompositionen an Raphael Georg Kiesewetter (1773–1859) und dieser an die Gesellschaft der Musikfreunde in Wien.